# Lipocosma coroicalis
Lipocosma coroicalis là một loài bướm đêm trong họ Crambidae.